# Instytut Dziennikarstwa i Komunikacji Społecznej Uniwersytetu Wrocławskiego
Instytut Dziennikarstwa i Komunikacji Społecznej Uniwersytetu Wrocławskiego – jednostka dydaktyczno-naukowa należąca do struktur Wydziału Komunikacji Społecznej i Mediów Uniwersytetu Wrocławskiego. Dzieli się na 7 zakładów. Posiada uprawnienia do nadawania stopnia naukowego doktora. Prowadzi działalność dydaktyczną i badawczą związaną z historią i teorią dziennikarstwa, zagadnieniami komunikacji społecznej, analizą dyskursu publicznego i badaniami nad gatunkami w mediach, mediami a kulturą, etyką dziennikarstwa, komunikacją międzykulturową oraz creative writing.
Instytut oferuje studia na kierunkach: dziennikarstwo i komunikacja społeczna i komunikacja wizerunkowa oraz studia podyplomowe, a także studia doktoranckie. Aktualnie w instytucie kształci się studentów w trybie dziennym i zaocznym. Dysponuje też samodzielną biblioteką instytutową. Siedzibą instytutu jest gmach należący do Instytutu Informatyki Uniwersytetu Wrocławskiego, powstały w latach 2004–2006.
Instytut powstał w grudniu 2006 roku w wyniku przekształcenia Katedry Dziennikarstwa i Komunikacji Społecznej.

## Władze
dyrektor: dr hab., prof. UWr Katarzyna Konarska
zastępca dyrektora ds. nauki i studiów stacjonarnych: dr Sylwia Dec-Pustelnik
zastępca dyrektora ds. studiów niestacjonarnych: dr Paweł Baranowski
zastępca dyrektora ds. dydaktycznych: dr Paweł Urbaniak

## Poczet dyrektorów

### Kierownicy Katedry (2001–2006)
- 2001–2005: dr hab. Aleksander Woźny, prof. UWr
- 2005–2006: prof. dr hab. Andrzej Zawada

### Dyrektorzy Instytutu (od 2007)
- od 2007 r. do 2016 r.: prof. dr hab. Andrzej Zawada
- od 2016 r. do 2020 r.: dr hab. prof. UWr Arkadiusz Lewicki
- od 2020 r. do 2022 r.: dr hab. prof. UWr Jerzy Biniewicz
- od 2022 r. do 2024 r.: dr hab., prof. UWr Katarzyna Konarska
- od 2024 r. do 2025 r.: dr hab. Paweł Urbaniak[9]

## Historia
Początki obecnego Instytutu Dziennikarstwa i Komunikacji Społecznej związane są z utworzeniem w 1996 roku przez prof. Jerzego Jastrzębskiego i dra Marka Graszewicza Podyplomowego Studium Dziennikarstwa Multimedialnego na Wydziale Filologicznym UWr. Od roku akademickiego 2000/2001 rozpoczął studia pierwszy rocznik studentów specjalności dziennikarstwa i komunikacji społecznej w ramach kierunku filologii polskiej.
Kolejnym krokiem na drodze do samodzielności instytutu było utworzenie w 2001 roku w Instytucie Filologii Polskiej UWr Katedry Dziennikarstwa i Komunikacji Społecznej, która została ulokowana przy ulicy Pocztowej 9 we Wrocławiu. W 2005 roku studia rozpoczął pierwszy rocznik studentów studiów drugiego stopnia (magisterskich uzupełniających). W połowie 2006 roku studia dziennikarskie oraz personel katedry znaleźli miejsce w nowo zbudowanym gmachu Instytutu Informatyki. Pod koniec 2006 roku katedra została przekształcona w Instytut Dziennikarstwa i Komunikacji Społecznej. Od roku akademickiego 2012/2013 w Instytucie został otwarty kierunek studiów komunikacja wizerunkowa, którego twórcami są dr Karina Stasiuk-Krajewska i dr Maurycy Graszewicz.
W latach 2010–2014 Instytut przyznawał antynagrodę Chamlet.
Od 2012 roku w ramach kierunku komunikacja wizerunkowa odbywają się cykliczne spotkania CreativeSectors.

## Kierunki kształcenia
Instytut Dziennikarstwa i Komunikacji Społecznej UWr kształci studentów w trybie stacjonarnym i niestacjonarnym w ramach studiów pierwszego stopnia (licencjackich, 3-letnich), a następnie studiów drugiego stopnia (magisterskich uzupełniających, 2-letnich) na kierunkach i specjalnościach:
- dziennikarstwo i komunikacja społeczna:
  - dziennikarstwo audiowizualne
  - dziennikarstwo radiowe i telewizyjne
  - dziennikarstwo prasowe i online (do roku akad. 2022/23)
  - dziennikarstwo sportowe (do roku akad. 2021/22)
  - dziennikarstwo muzyczne (do roku akad. 2022/23)
  - creative writing
  - public relations
  - projektowanie komunikacji i wizerunku instytucji
  - fotografia dziennikarska, reklamowa i artystyczna
  - media content creation (od roku akad. 2023/24)

- komunikacja wizerunkowa:
  - communication design
  - public relations
  - branding
- projektowanie mediów (od roku akad. 2024/25)

Instytut prowadzi również następujące studia podyplomowe:
- Podyplomowe Studium Dziennikarstwa i Public Relations ze specjalnościami do wyboru:
  - dziennikarstwo
  - public relations

## Struktura organizacyjna
Zakłady i zatrudnieni
Zakład Dziennikarstwa

Zatrudnieni:
- Kierownik: dr hab. prof UWr Adam Szynol
- dr hab. prof. UWr Bartosz Jastrzębski
- dr Tomasz Łukasz Nowak
- dr Marcin Pielużek
- dr Paweł Urbaniak
- dr Łukasz Żukowski

Zakład Projektowania Komunikacji

Zatrudnieni:
- kierownik: dr hab., prof. UWr Michał Grech
- prof. dr hab. Michael Fleischer
- dr Karolina Lachowska
- dr Kamil Olender
- dr Katarzyna Płoszaj
- dr hab. Annette Siemes

Zakład Komunikacji Międzykulturowej

Zatrudnieni:
- kierownik: prof. dr hab. Izabela Surynt
- dr Sylwia Dec-Pustelnik
- dr Aleksandra Matyja
- dr hab, prof. UWr. Jędrzej Morawiecki

Zakład Sztuk Audiowizualnych

Zatrudnieni:
- kierownik: prof. dr hab. Arkadiusz Lewicki
- dr Ewa Baszak-Glebow
- dr Małgorzata Czapiga-Klag
- prof. dr hab. Dariusz Galasiński
- dr Małgorzata Kolankowska
- dr Iga Pękala
- dr Agnieszka Zwiefka-Chwałek

Zakład Komunikacji Wizerunkowej

Zatrudnieni:
- Kierownik: dr hab., prof. UWr Jacek Grębowiec
- dr hab. prof UWr Jerzy Biniewicz
- dr Waldemar Bojakowski
- prof. dr hab. Marek Bratuń
- dr Michał Grala
- dr Dorota Kokowicz
- dr Dominik Lewiński
- dr Paweł Pawiński
- dr hab. prof. UWr Leszek Pułka
- dr Patrycja Rozbicka
- dr Roman Wróblewski

Zakład Medioznawstwa

Zatrudnieni:
- Kierownik: dr hab., prof. UWr Katarzyna Konarska
- dr Paweł Baranowski
- dr Dorota Dyksik
- dr Michał Rydlewski

Zakład Form Literackich i Dokumentalnych

Zatrudnieni:
- Kierownik: prof. dr hab. Urszula Glensk
- prof. zw. dr hab. Stanisław Bereś
- dr Marta Łysik
- dr hab. Karol Maliszewski
- dr Łukasz Śmigiel

### Biblioteka IDiKS
Pracownicy:
- kierownik: mgr Dorota Hadrysiak

## Siedziba
Siedzibą Instytutu Dziennikarstwa i Komunikacji Społecznej Uniwersytetu Wrocławskiego jest gmach powstały w latach 2004–2006 na potrzeby Instytutu Informatyki UWr. Autorami projektu byli architekci: Juliusz Modlinger i Marek Wołyniec, a wykonawcą gmachu były firmy budowlane: Mitex S.A. Warszawa – Rejon Wrocław oraz Warbud S.A. Warszawa – Region Zachód.